# Riff Raff
Horst Christian Simco (født 29. januar 1982) bedre kendt under kunstnernavnet Riff Raff (ofte skrevet RiFF RAFF) er en rapper fra Houston, Texas. Han havde oprindeligt Swishahouses medstifter OG Ron C som manager, hvorefter han kom under Soulja Boy's pladeselskab S.O.D. Money Gang. Lige nu er han på kontrakt hos Diplo's pladeselskab Mad Decent. Riff Raff er med i rapgruppen Three Loco sammen med Andy Milonakis og Dirt Nasty. Hans store debut album Neon Icon blev udgivet den 24. juni 2014 på Mad Decent med singlerne "Dolce & Gabbana" produceret af DJ Carnage, "How To Be the Man" produceret af DJ Mustard, "Tip Toe Wing In My Jawwdinz" og "Kokayne".

## Personlige liv
Riff Raff er kendt for sin store mængde tatoveringer, der omfatter logoerne for WorldStarHipHop, MTV, NBA og BET. Han er en stor fan af The Simpsons, han går ofte med en Bart Simpson-kæde og har en tatovering af Bart, der holder et reagensglas med teksten "The Freestyle Scientist", på sit bryst. Han har også et stort, gotisk kors under sin venstre skulder, indrammet af en bøn med teksten "Dear Jesus, Please Let Me In. Your Child, Horst Simco".

### Spring Breakers kontrovers
Den 15. Februar 2012 kontaktede filminstruktør Harmony Korine Riff Raff om at medvirke i hans kommende film Spring Breakers. Men da detaljerne om filmen kom ud, var der spekulationer om, hvorvidt hovedpersonen Alien spillede af James Franco var baseret på Riff Raff. Ifølge James Franco, var hans karakter baseret på en undergrundsrapkunstner ved navn Dangeruss. Han indrømmede dog, at han og Harmony Korine havde kiggede på nogle af Riff Raff's videoer som inspiration. Men han mente stadig den største indflydelse kom fra Floridarapperen Dangeruss som er rimelig ukendt. Der var meget frem og tilbage mellem de to lejre omkring emnet, blandt andet spillede Riff Raff "One Life to Live" en karakter kaldet "Jamie Franko".
i løbet af juli 2013 annoncerede Riff Raff at han ville sagsøge skaberne af Spring Breakers for 10 millioner dollars for kopire hans person og hans liv uden hans tilladelse eller en ordentlig producentcredit. Men en søgning efter retsdokumenter fra LA Weekly i september 2013 førte ikke til nogen resultater.

### Juridiske problemer
Den 11. august 2013 blev Riff Raff anholdt i Greensboro, North Carolina efter politiet angiveligt havde fundet en åben beholder med alkohol, hash, psykedeliske svampe og narkoudstyr i hans køretøj. Riff Raff blev derefter sat i fængsel sammen med de to passagerer i hans bil, men blev løsladt uden kaution senere på natten.

## Diskografi

### Studio albums
- "Neon Icon" 2014 udgivet af Mad Decent
- "Peach Panther" 2015 udgivet af Mad Decent
- "Purple Panther" 2015 udgivet af Mad Decent

### Selvstændige albums
- The Golden Alien 2012

### Samarbejdes album
- "¡Three Loco!" 2012 med Andy Milonakis og Dirt Nasty som Three Loco
- "Jumpin Out The Gym" 2013 med DollaBillGates
- "Galaxy Gladiators" 2015 med Action Bronson

### Mixtapes
- The Texas Tornado 2009
- Never Ending Saturday 2009
- Party McHardy 2010
- Rookie of The Future 2010
- The Freestyle Scientist 2010
- Hilton Swag Vol. 1 2010
- Sour & Gun Powder 2011
- Purple Haze & Hand Grenades med Lean Team 2011
- Rap Game Bon Jovi 2012
- Summer of Surf 2012
- Birth of an Icon 2012
- Hologram Panda med Dame Grease 2012